# Григорьев, Фома Никифорович
Фома Никифорович Григорьев (1919—2008) — капитан Советской Армии, участник Великой Отечественной войны, Герой Советского Союза (1945).

## Биография
Фома Григорьев родился 20 марта 1919 года в деревне Терёхино (ныне — Топкинский район Кемеровской области) в крестьянской семье. Окончил семь классов и школу фабрично-заводского ученичества, работал токарем механического цеха Кузнецкого металлургического комбината. С 1935 года работал в посёлке Мундыбаш Таштагольского района, был слесарем, секретарём комитета комсомола обогатительной фабрики, затем работал заведующим отделом пропаганды Кузедеевского райкома комсомола.
В феврале 1940 года Григорьев был призван на службу в Рабоче-крестьянскую Красную Армию, служил командиром орудия в 50-й стрелковой дивизии Белорусского военного округа. В мае 1941 года он окончил военно-политические курсы младших лейтенантов. С июня 1941 года — на фронтах Великой Отечественной войны. Принимал участие в боях на Западном, Воронежском и 1-м Украинском фронтах. В боях два раза был ранен. Принимал участие в боях в Белорусской ССР, Смоленском сражении, Житомирско-Бердичевской, Проскуровско-Черновицкой, Львовско-Сандомирской, Висло-Одерской, Берлинской операциях. К январю 1945 года гвардии старший лейтенант Фома Григорьев командовал батареей 235-го гвардейского истребительного противотанкового артиллерийского полка 10-й гвардейской истребительно-противотанковой артиллерийской бригады 1-го Украинского фронта. Отличился во время освобождения Польши.
В ночь с 22 на 23 января 1945 года батарея Григорьева в бою у населённого пункта Хютшендорф (ныне — Озимек) уничтожил около роты пехоты, два станковых пулемёта. В ночь с 23 на 24 января батарея переправилась через Одер, заняла огневые позиции в районе населённого пункта Эйхенрид (Гольчовице) и отбила две немецкие контратаки, уничтожив 4 станковых пулемёта и самоходное орудие.
Указом Президиума Верховного Совета СССР от 10 апреля 1945 года за «образцовое выполнение боевых заданий командования на фронте борьбы с немецкими захватчиками и проявленные при этом мужество и героизм» гвардии старший лейтенант Фома Григорьев был удостоен высокого звания Героя Советского Союза с вручением ордена Ленина за номером 55046 и медали «Золотая Звезда» за номером 8741.
После окончания войны Григорьев служил в Центральной группе войск. В 1948 году в звании капитана он был уволен в запас. В 1950 году окончил Харьковскую партийную школу, в 1953 году — педагогический институт. Находился на партийной работе в Кременчуге и Харькове. В 1955—1957 годах работал председателем колхоза, с 1957 года работал во ВНИИЭлектромаш. 
Скончался 25 ноября 2008 года, похоронен на Харьковском кладбище № 2.

## Награды
- боевой Орден Отечественной войны I степени,
- юбилейный Орден Отечественной войны I степени (1985),
- орден Отечественной войны II степени
- Орден Красной Звезды,
- а также рядом медалей[1].